# Igrani film
Igrani film je oblika kinematografije ali videografije, ki namesto animacije uporablja fotografijo. Nekatera dela združujejo igrani film z animacijo in tako ustvarijo igrano-animirani film. Igrani film se uporablja za definiranje filma, videoiger ali podobnih vizualnih medijev. Fotorealistično animacijo, še posebej moderno računalniško animacijo, včasih napačno opišemo kot "igrani film", kot v nekaterih medijskih poročilih o Disneyevi priredbi filma Levji kralji leta 2019. Po Cambridge angleškemu slovarju, igrani film "[vključuje] resnične ljudi ali živali, ne modele ali slike, ki jih nariše ali izdela računalnik".

## Pregled
Ker običajni postopek izdelave vizualnih medijev vključuje igranje, je sam izraz po navadi odveč. Vendar pa izraz pride v poštev v situacijah, v katerih se običajno pričakuje animacija, na primer, ko je delo predelano iz videoigre ali iz animirane risanke, kot so Scooby-Doo, Kremenčkovi ali 101 Dalmatinec.
Fraza "igrani film" se pojavlja tudi v okviru animacije in se nanaša na neanimirane like: v igrano-animiranih filmih, kot so Space Jam, Kdo je potunkal Rogerja Zajca, Looney Tunes: Ponovno v akciji ali Mary Poppins, v katerih ljudje in risani liki soobstajajo. V tem primeru so "dejanski" junaki "igralci", kot so Michael Jordan, Bob Hoskins in Julie Andrews, v nasprotju z animiranimi "igralci", kot je Roger Zajec.
Ker je uporaba računalniško ustvarjenih slik (CGI) v filmih postala velik trend, so nekateri kritiki, kot je Mark Langer, razpravljali o razmerju in prekrivanju med igranim filmom in animacijo. Novi filmi, ki uporabljajo računalniško ustvarjene posebne učinke, zaradi zaznanega realizma obeh slogov ne moremo primerjati z igranimi filmi z risanimi liki.

## Igrani filmi proti animaciji
Tako produkcija igranega kot animiranega filma predstavlja svoje prednosti in slabosti. Za razliko od animacije, igrani film vključuje fotografije igralcev in igralk, pa tudi sheme in rekvizite, s katerimi se film zdi oseben in čim bolj podoben resničnosti. Edina pomanjkljivost je proračun. Po drugi strani animacija dobro deluje pri posredovanju abstraktnih idej, njena produkcija pa na splošno traja veliko dlje.